# Hellerhof (Düsseldorf)
Hellerhof ist der südlichste Stadtteil der Landeshauptstadt Düsseldorf. Er wird überwiegend durch Wohnnutzung in Einfamilienhäusern geprägt. Hellerhof ist der Stadtteil mit der statistisch jüngsten Bevölkerung. Hellerhof hat rund 6.050 Einwohner (Stand: Dezember 2016) und gehört zum Stadtbezirk 10.

## Geographie

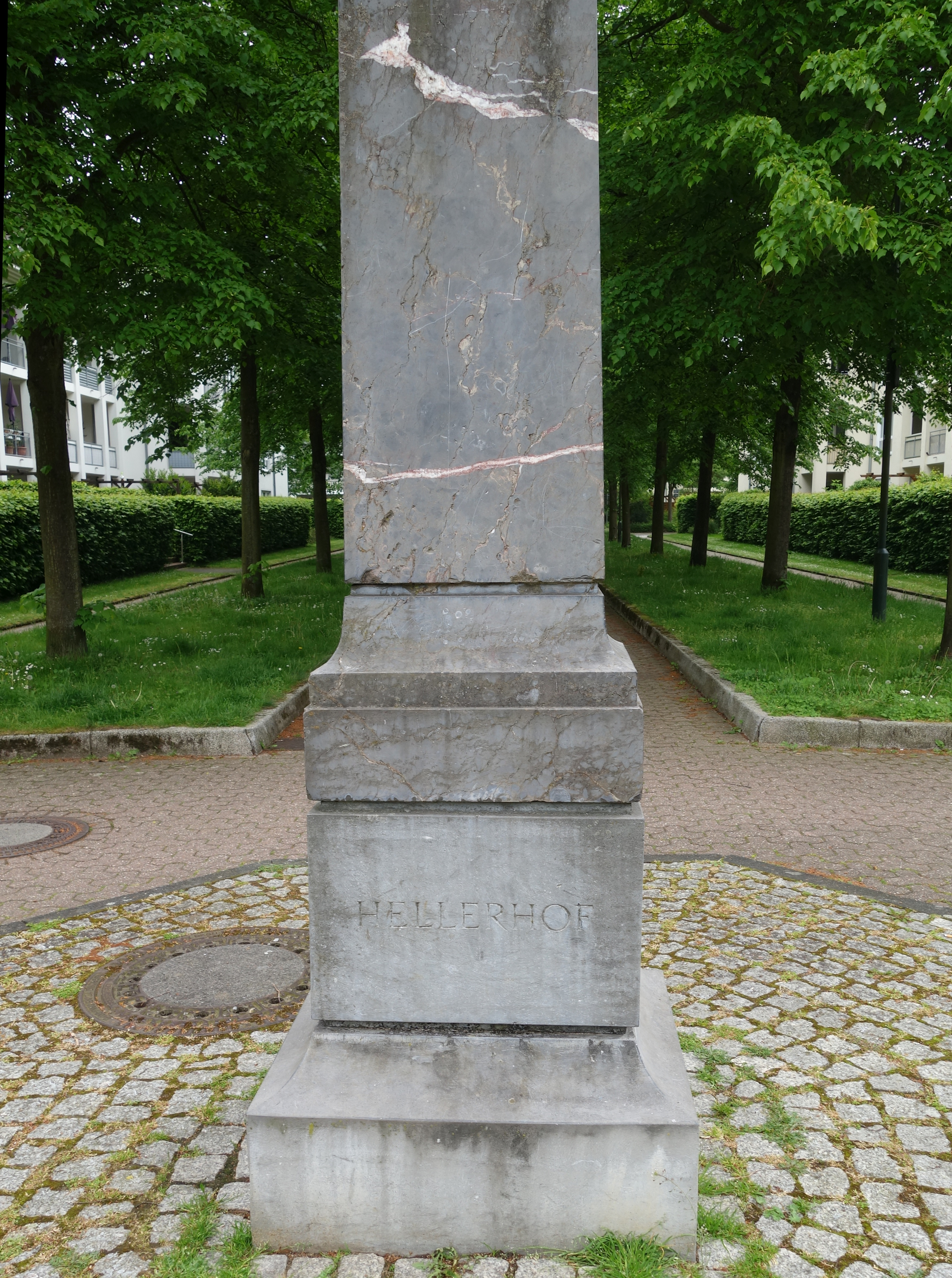
Grenzstein Hellerhof - Garath

Im Süden grenzt Hellerhof an den Kreis Mettmann mit den Städten Monheim am Rhein, (Stadtteil Monheim-Baumberg) sowie Langenfeld. Nördlich liegen die Düsseldorfer Stadtteile Garath und Urdenbach.

## Verkehrswege
Die Autobahn A 59 (über eine schallgeschützte Brücke) sowie die Landesstraße 219 verlaufen mitten durch Hellerhof und trennen diesen Stadtteil in zwei Hälften: Hellerhof-Ost, wo neben der Wohnbebauung auch Gewerbebetriebe existieren und das durch eine Brücke für Fußgänger und Radfahrer, die über die L 219 führt, an den S-Bahnhof angebunden ist, und Hellerhof-West, wo nur Wohnbebauung und das Einkaufszentrum vorhanden sind. Von der S-Bahn-Haltestelle Hellerhof-S fahren die S-Bahnen der Linie S6 in Richtung Essen (über Düsseldorf Hauptbahnhof) – die Innenstadt von Düsseldorf ist mit der Bahn in 19 Minuten zu erreichen – sowie in die Gegenrichtung nach Köln über Langenfeld und Leverkusen. An vier Bushaltestellen verkehren Busse der Linie 789 in Richtung Monheim und Düsseldorf-Holthausen, eine fünfte – die „Eichsfelder Straße“ – verbindet das Industriegebiet Hellerhof-Ost mit Monheim.
Mit der SB57 ab Eichsfelder Straße ist innerhalb von 19 Minuten ein direkter Anschluss zur Heinrich-Heine-Universität vorhanden.

### S-Bahn-Haltepunkt

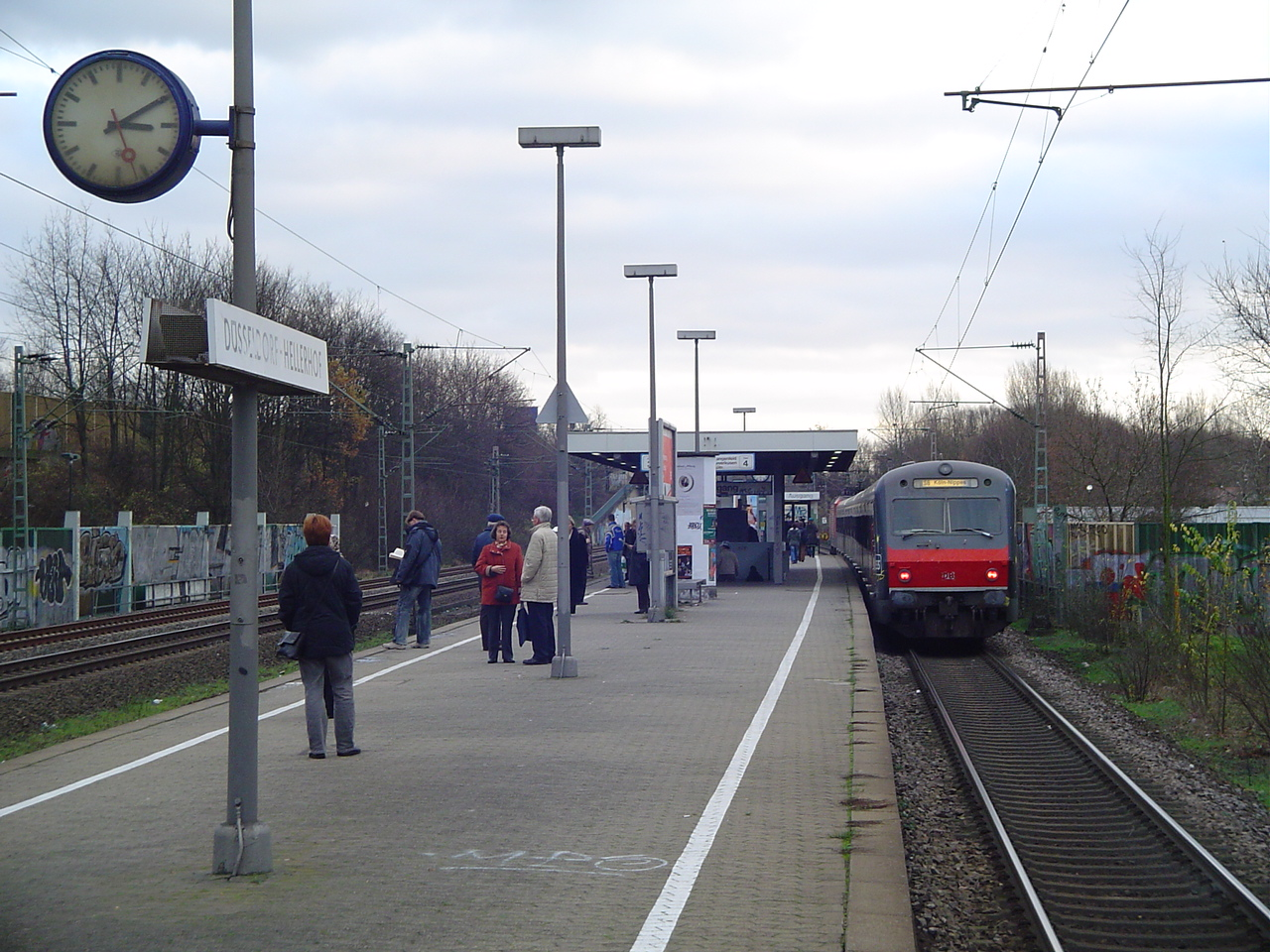
Der S-Bahnhof Düsseldorf-Hellerhof

Der im Dezember 1982 in Betrieb genommene S-Bahn-Haltepunkt Düsseldorf-Hellerhof (51° 7′ 58,6″ N, 6° 54′ 29,8″ O) liegt etwa 14 Kilometer südlich des Düsseldorfer Hauptbahnhofs. Er befindet sich an der Bahnstrecke Köln–Duisburg und gehört zur Preisklasse 4.
Der Bahnhof liegt in zentraler Lage im Stadtteil Düsseldorf-Hellerhof. Er befindet sich in Hochlage oberhalb des Hellerhofwegs.
Er besitzt einen Mittelbahnsteig mit Zugängen zum Hellerhofweg sowie einen Aufzug zu den Bahnsteigen.
Zurzeit wird der Bahnhof von zwei Linien der S-Bahn, der S 6 und S 68, sowie der Schnellbuslinie SB 57 und der Buslinie 789 angefahren.
| Linie | Verlauf | Takt |
| ----- | --- | --- |
| S 6   | Essen Hbf – Essen Süd – E-Stadtwald – E-Hügel – E-Werden – Kettwig – Kettwig Stausee – Hösel – Ratingen Ost – D-Rath – D-Rath Mitte – D-Derendorf – D-Zoo – D-Wehrhahn – Düsseldorf Hbf – D-Volksgarten – D-Oberbilk – D-Eller Süd – D-Reisholz – D-Benrath – D-Garath – D-Hellerhof – Langenfeld-Berghausen – Langenfeld (Rheinland) – Lev.-Rheindorf – Lev.-Küppersteg – Leverkusen Mitte – Lev.-Chempark – K-Stammheim – K-Mülheim – K-Buchforst – K-Messe/Deutz – Köln Hbf – K-Hansaring – K-Nippes (– K-Geldernstr./Parkgürtel – K-Longerich – K-Volkhovener Weg – K-Chorweiler – K-Chorweiler Nord – K-Blumenberg – K-Worringen) Stand: Fahrplanwechsel Dezember 2023 | 20 min (werktags) 30 min (sonn-/feiertags, Essen–Düsseldorf auch samstags) Nippes–Worringen nur werktags 5–20 Uhr und sonn-/feiertags 11–21 Uhr |
| S 68  | W-Vohwinkel – Haan-Gruiten – Hochdahl-Millrath – Hochdahl – Erkrath – D-Gerresheim – D-Flingern – Düsseldorf Hbf – D-Volksgarten – D-Oberbilk – D-Eller Süd – D-Reisholz – D-Benrath – D-Garath – D-Hellerhof – Langenfeld-Berghausen – Langenfeld (Rheinland) Stand: Fahrplanwechsel Dezember 2023 | 20 min (nur zur HVZ) |

## Geschichte

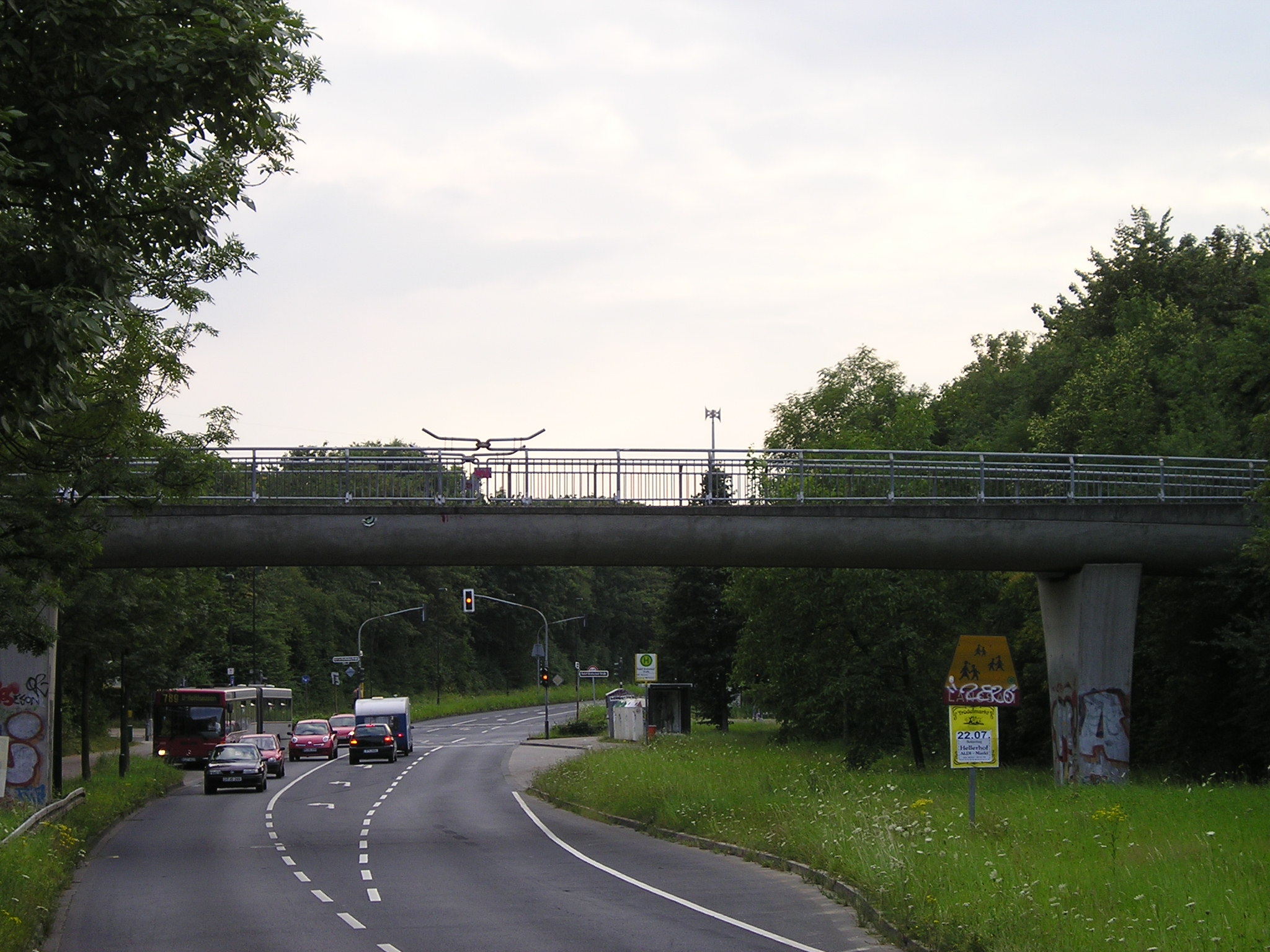
Fußgängerbrücke über den Hellerhofweg

Da Hellerhof erst in der zweiten Hälfte des 20. Jahrhunderts aus dem südöstlichen Drittel des damaligen Stadtteils Garath gebildet wurde, hat dieser Stadtteil keine ältere Geschichte. Allerdings hat neben Garath auch ein großer Bauernhof auf dem Gebiet von Hellerhof eine lange und ältere Geschichte. Dieser Hof wurde bereits 1447 in einer Urkunde als „Hoff zum Hellendaill“ erwähnt. Der Name leitet sich vom Tal des Garather Baches ab, dessen Ufer im Bereich des Hofes schluchtartig steil abfällt. Das Tal wurde Höllental genannt und ist damit der Namensgeber.
In der bereits angeführten Urkunde von 1447 wurde der Hof durch Vererbung Eigentum des damaligen Eigentümers von Haus Garath. In einer weiteren Urkunde wird der Hof auch 1503 erwähnt. Weil der Hof zu dieser Zeit an der Durchgangsstraße von Düsseldorf nach Mülheim (Köln) lag, wurde er im Dreißigjährigen Krieg durch häufiger durchziehende Gruppen von Landsknechten völlig verwüstet. Die Straße wurde 1670 um etwa 500 m nach Osten verlegt. Der Hof lag ab diesem Zeitpunkt abseits der Straße und wurde wieder aufgebaut und verpachtet. 1676 wurde erstmals der Name eines Pächters in einem Kirchenbuch angeführt. 1788 wurde der Hof an Gottfried Klein verkauft und war nun ein selbständiges Bauerngut. Später wurde unter Zukauf von Ländereien der Hof in die zwei Höfe Neu- und Althellerhof aufgeteilt. Die Gebäude des Neuhellerhofes wurden im 19. Jahrhundert auch „Haus an der Chaussee“ genannt. Um 1850 erwarb Fürst Peter von Arenberg den Neuhellerhof und verpachtete diesen 1895. 1909 übernahm Paul Poensgen, der bereits 1890 Haus Garath erworben hatte, auch den Neuhellerhof. 1936 endete das Pachtverhältnis des Althellerhofes. Nach der Aufhebung des Pachtvertrages des Neuhellerhofes 1939 wurden Neu- und Althellerhof wieder zu einem Gut zusammengelegt. Der letzte Besitzer des Hofes aus der Familie von Burgsdorff verkaufte 1962/1971 Flächen auf beiden Seiten der Koblenzer Straße an die Stadt Düsseldorf für eine Bebauung. Der Name des Stadtteils leitet sich vom als „Musterhof“ bekannten Althellerhof ab.
Da Hellerhof relativ spät gebildet wurde, hat es die bei weitem jüngste Bevölkerung aller Stadtteile von Düsseldorf. Mit der Bebauung des Stadtteils wurde 1976 begonnen. Es gibt in der Regel meist Ein- und Zweifamilienhäuser und es sind nur wenige Mehrfamilienhäuser und Hochhäuser gebaut worden, um südlich von Garath eine gut ausgebildete, wohlhabende Bevölkerung, die vor allem aus jungen Familien besteht, ansiedeln zu können, die sonst in die südlichen Nachbarstädte Langenfeld und Monheim am Rhein abgewandert wäre. In den 1980er und 1990er Jahren lautete der Werbeslogan „Wohnen in Düsseldorf – grünes Hellerhof“. Das dazugehörige Logo stellte einen rosa Schmetterling im Grünen dar, der früher am Einkaufszentrum als Skulptur aufgestellt war.

## Wohnen
In Hellerhof wohnt man sehr ruhig. Die Straßen im Viertel sind großenteils durch Bremsschwellen verkehrsberuhigt. Von den Durchgangsstraßen B 8 und Hellerhofweg sind die Wohnviertel durch Lärmschutzwälle abgeschirmt. Oberhalb der Lärmschutzwälle ist in Hellerhof-West eine Brücke für Fußgänger und Radfahrer errichtet worden, über die der Hellerhofweg gefahrlos überquert werden kann. Von Hellerhof-Ost führt eine oberhalb des Lärmschutzwalles beginnende Fußgängerbrücke, die die B 8 und ein Fließgewässer überquert, zum S-Bahnhof Hellerhof. Außerdem wurden viele Grünflächen an den Straßen in den Wohngebieten angelegt.

## Gewerbegebiet Hellerhof
In Hellerhof-Ost gibt es seit den 1990er Jahren ein großes Gewerbeflächengebiet mit verschiedenen Produktions- und Dienstleistungsbetrieben wie z. B. die Unternehmen A. u. K. Müller (Produktion von Magnetventilen für die Medizin-, Sanitär- und Lebensmitteltechnik), Bilfinger HSG FM Rhein-Ruhr (Facility Management und Dienstleistungen), Eifeler Werkzeuge (Hochtechnologiebeschichtungen für die industrielle Anwendung) und Rhein Biotech/Dynavax Europe (Entwicklung von Impfstoffen und Biopharmazeutika), die Großbäckerei Pass sowie weitere Handwerksbetriebe und Bürobetriebe weiterer Unternehmen, die hier ihren Firmensitz haben.

## Kultur und Sehenswürdigkeiten

### Kirchen
- Evangelische Kirchengemeinde mit dem Gemeindezentrum Hellerhof und dem Familienzentrum Düsseldorf-Hellerhof.
- St. Matthäus ist eine katholische Pfarrkirche im Düsseldorfer Stadtteil Garath, die auch im Stadtteil Hellerhof zwei Objekte betreut: die Jugendfreizeiteinrichtung St. Matthäus und das Johannes-Haus, einen Versammlungsraum der Pfarrkirche St. Matthäus.
- Die Kirche für Düsseldorf hat seit 2021 einen Standort auf der Duderstädter Straße.[6]

## Umgebung

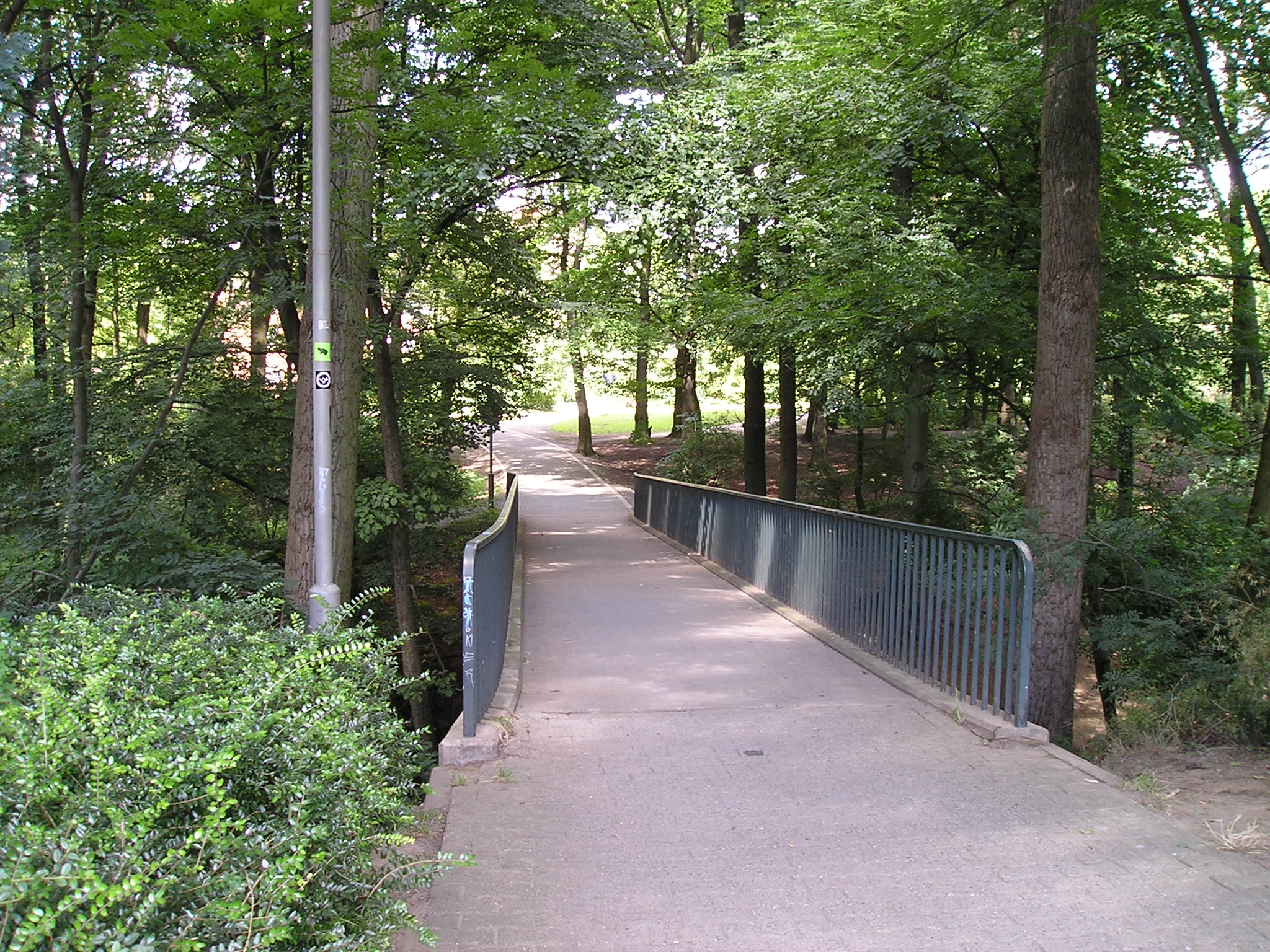
Fußgängerbrücke über den Garather Mühlenbach

Die nahe Baumberger Aue (bzw. Urdenbacher Kämpe), die der Urdenbacher Altrhein durchfließt, umschließt den Stadtteil und wird am Wochenende gerne als Ausflugsziel und zum Sporttreiben, meist Fahrradfahren und Joggen, genutzt. Ein Reiterhof ermöglicht Pferdesport.

## Freizeitmöglichkeiten

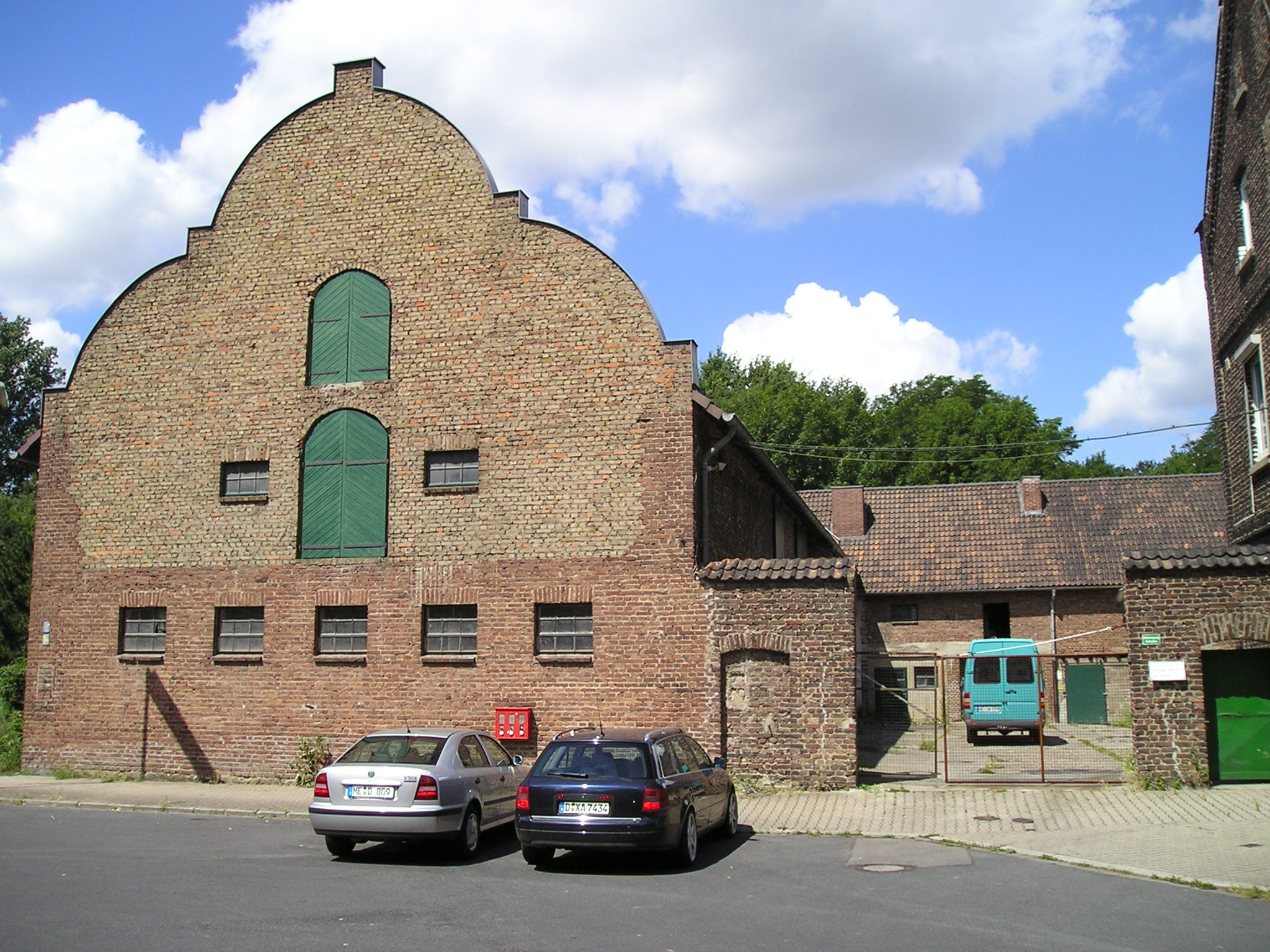
Reiterhof Hellerhof

Im Hellerhofer Sportverein e. V. können die Hellerhofer Bürger Sport treiben. Der Verein hat über 500 Mitglieder und bietet u. a. die Sportarten Hockey, Tennis, Volleyball, Beachvolleyball, Bogensport, Walking und Wandern an. Für Freizeitsportler wurden zwei Fußballplätze und ein Basketballplatz eingerichtet. Im Oktober 2006 wurde ein neues Tartan-Kleinspielfeld mit vier Basketballkörben und zwei Toren gebaut. Kindergerechte Spielplätze sind in Hellerhof in großer Anzahl vorhanden. Die Kleingartenanlage KGV Am Alten Rhein 1987 e. V. wurde für Naturliebhaber angelegt.
Der Bürgerverein Hellerhof e. V. setzt sich für den Stadtteil ein und bietet regelmäßige Ausflüge und Veranstaltungen an. Der Bürgerverein Hellerhof e. V. engagiert sich im Dialog mit Politik, Vereinen, Institutionen und Mitbürgern zur Steigerung der Lebensqualität. Regelmäßige Veranstaltungen sind zum Beispiel: Martinszug, Stadtteilfrühstück, Schmetterlingsfest, Weihnachtsbaumaufstellung, Hellerhofer Kulturtag, Adventskonzert, Vorstadt-Jazz, Picknick mit Musik.
Seit 1985 gibt es den Kleingartenverein Hellerhof 1985 e. V. mit eigener Anlage auf der Graf-von-Stauffenberg-Straße.
Einmal monatlich findet auf dem Parkplatz hinter einem Discounter an der Carlo-Schmid-Straße ein Trödelmarkt statt.

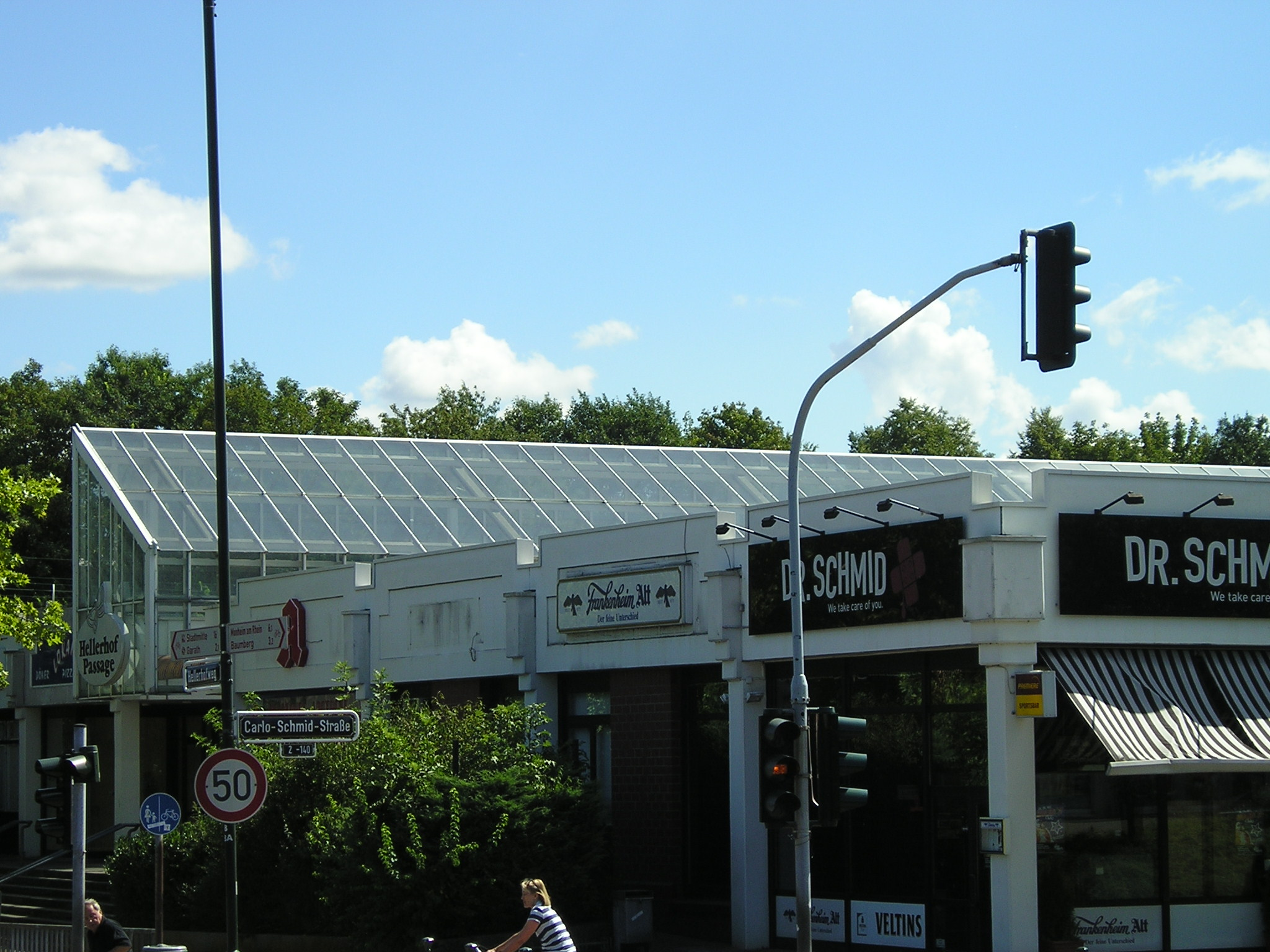
Hellerhof-Passage
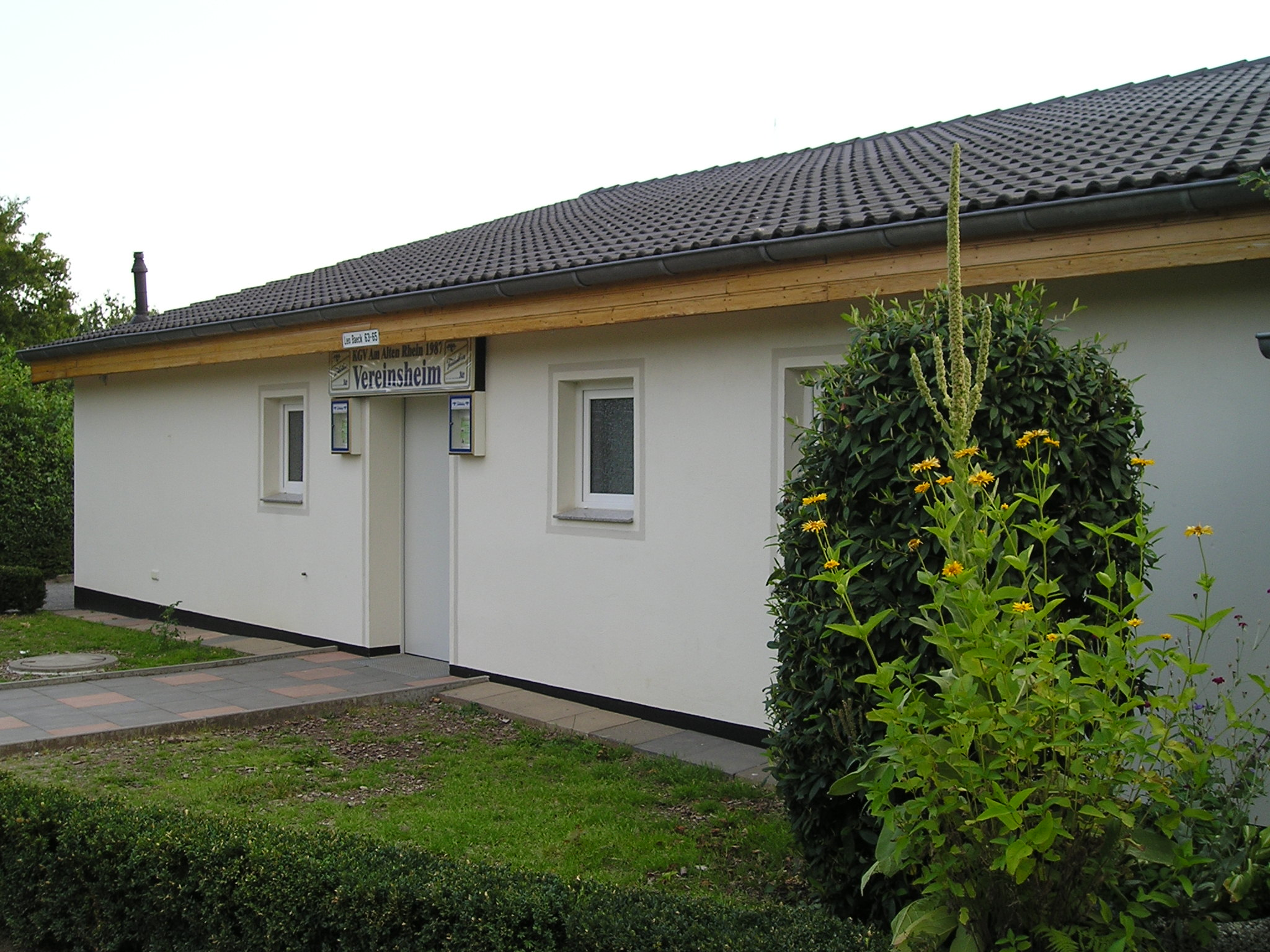
Vereinsheim der Kleingärtner
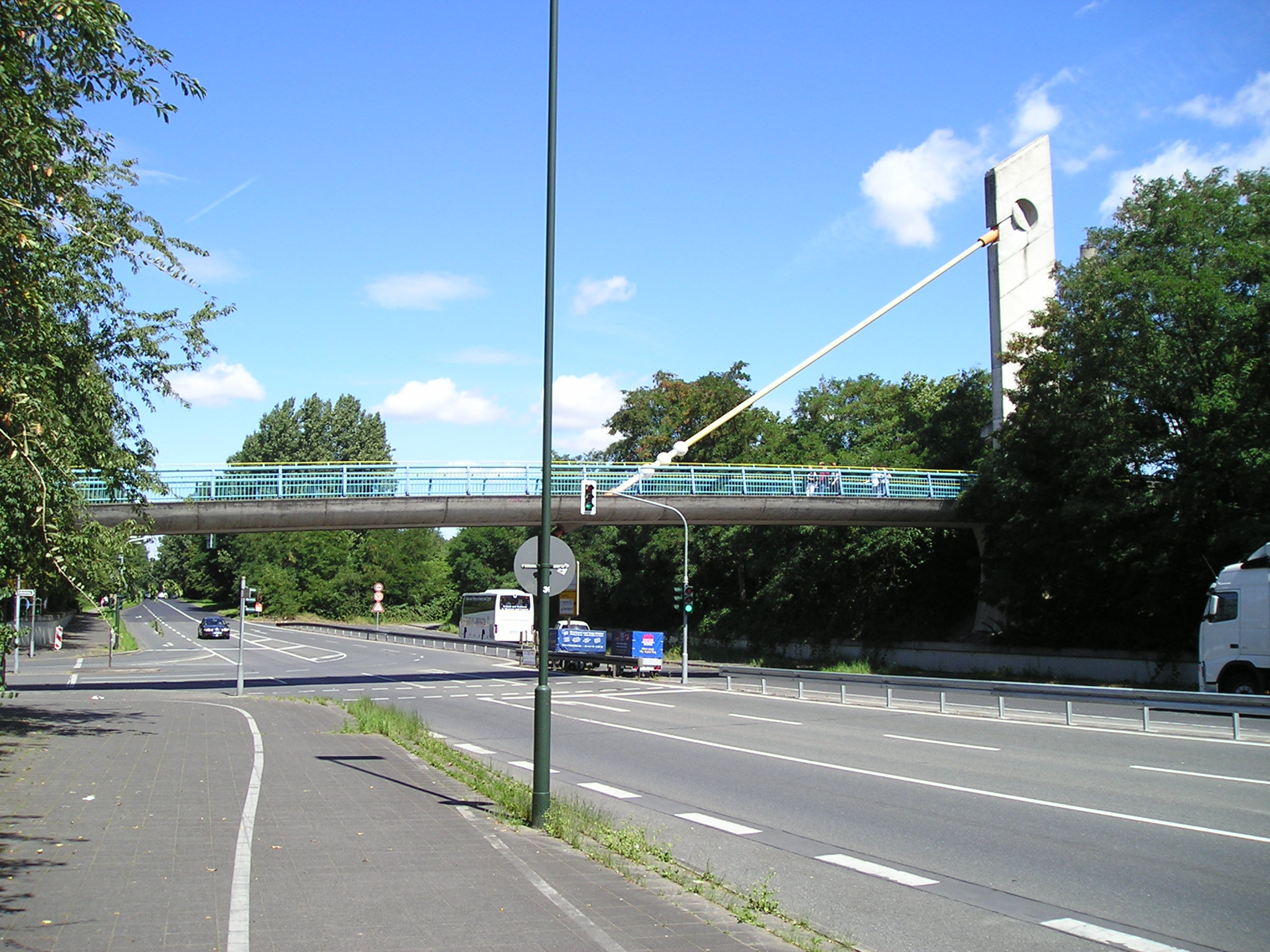
Fußgängerbrücke über die B 8

## Schulen
Willi-Fährmann-Schule

## Sportvereine
Hellerhofer Sportverein e. V.

## Persönlichkeiten
- Sammy Amara, Sänger der deutschen Punkband Broilers
- Wilfried Stevens, freier Autor und Sachbuchautor